# عبوة ناسفة

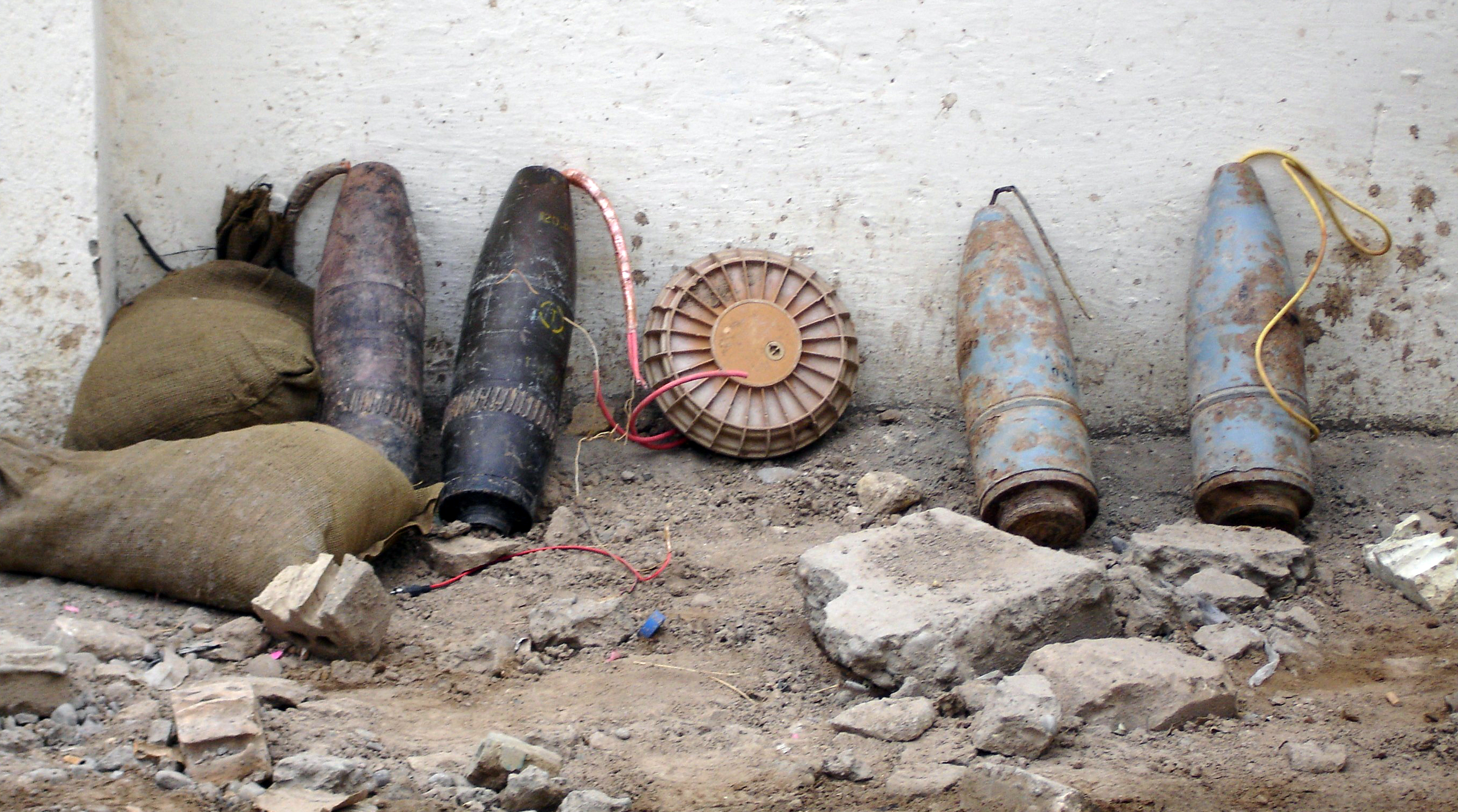
صورة لعتاد عسكري محور إلى عبوة ناسفة وجدته الشرطة في بغداد عام 2005

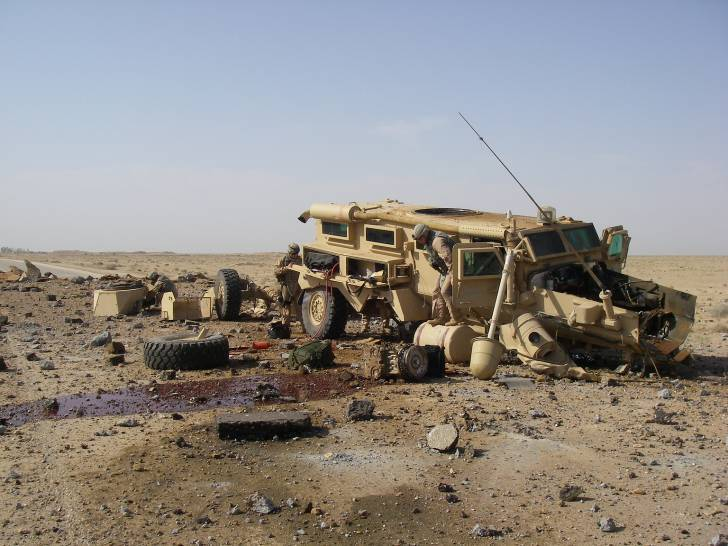
صورة توضح مركبة عسكرية من نوع (Cougar) أي (كوجر) دمرت بوساطة عبوة ناسفة موجهة (يقدر وزنها من 300 إلى 500 رطل) في محافظة الأنبار بالعراق

العَبوَة النَاسِفة (بالإنجليزية: improvised explosive device ومعناها بالعربية (عبوة ناسفة مُرتجلة أو أداة تفجير مرتجلة))‏ وتسمى أيضاً متفجرات الطريق هي قنبلة محلية الصنع، وتعد من الوسائل غير التقليدية في العمل العسكري، وتصنع من المتفجرات العسكرية التقليدية مثل قذائف الهاون، لتلحق بعد ذلك بآلية تفجير كهربائية أو ميكانيكية بغرض التحفيز على الانفجار. تتميز هذه العبوات ببساطة تركيبها، حيث تتكون من خمسة عناصر في الغالب أولها مفتاح التشغيل للعبوة، ثم الصمام وهو عبارة عن بادئ الإشعال، كما تكون هناك شحنة متفجرة وبطارية تشغيل يوضعون جميعهم في حاوية. الشحنات شديدة الانفجار قد تتضمن أجزاء وقطع مضادة للأفراد مثل المسامير أو الكرات الفولاذية، وذلك لكي تتسبب في إحداث جروح غائرة عند المسافات الأكبر مقارنة بتأثيرات موجات الضغط والعصف فقط.
بعد غزو العراق تم استخدام -في السنوات من 2003 إلى 2011- عبوات ناسفة ضد قوات التحالف بقيادة الولايات المتحدة. كان تأثير هذه العبوات مؤلما على عربات وأليات وأفراد قوات التحالف من حيث العطب والتدمير والإصابات، حيث كانت مسؤولة عن 63% من حالات الوفيات في قوات الائتلاف بقياده الولايات المتحدة الأمريكية مع نهاية عام 2007. كما أستخدمت هذه العبوات بشكل مؤثر في حرب أفغانستان، وتسببت بنحو 66% من الإصابات في قوات التحالف.